# Helge Bristulf
Rubert Helge Stefanus Bristulf, född 25 juli 1892 i Göteborg, död 3 februari 1965 i Helsingborgs Maria församling, var en svensk arkitekt.
Bristulf, som var son till byggmästare Helge Larsson och Emelia Svensson, blev student vid Skövde högre allmänna läroverk samt avlade avgångsexamen vid Chalmers tekniska läroanstalt (lägre kurs) 1913 och vid Det Kongelige Danske Kunstakademi i Köpenhamn 1925. Han var anställd hos arkitekt Vilhelm Lauritzen i Köpenhamn 1919–1920, hos arkitekt I.P. Jacobsen i Köpenhamn 1920–1921, hos arkitektfirman Svend Møller & Georg Ponsaing i Köpenhamn 1922–1923 och bedrev arkitektverksamhet i samverkan med arkitekt Gustav Wilhelmsson Widmark i Helsingborg från 1923. Han var reservofficer 1916–1918. Han var ledamot av hyresnämnden, hälsovårdsnämnden och fastighetsägareföreningen samt medlem av Akademisk Architektforening i Köpenhamn, Södra Sveriges arkitektförening och Tekniska föreningen i Helsingborg.